# 子上 (郑国)
子上，春秋时期郑国大夫，字上。
前524年五月十三，郑国、卫国、陈国、宋国都爆发火灾。郑国火灾发生以后，子产在东门辞别了晋国的公子、公孙，送他们出国都。派司寇把新来的客人送出去，禁止早已来的客人走出宾舍的门。派子宽（游速）、子上巡察沿途多处祭祀场所，以至大宫。派公孙登迁走大龟，派祝史迁走宗庙里安放神主的石匣到周庙。派府人、库人各自戒备自己的管理范围来防火。派商成公命令司宫戒备，迁出先君的宫女，安置在火烧不到的地方。司马、司寇排列在火道上，到处救火。城下的人列队登城。